# Forst Zinna/Keilberg
Forst Zinna/Keilberg este o arie protejată (arie specială de conservare — SAC, sit de importanță comunitară — SCI) din Germania întinsă pe o suprafață de 7.093 ha, integral pe uscat.

## Localizare
Centrul sitului Forst Zinna/Keilberg este situat la coordonatele 52°03′47″N 13°05′29″E / 52.0631°N 13.0914°E.

## Înființare
Situl Forst Zinna/Keilberg a fost declarat sit de importanță comunitară în septembrie 2000 pentru a proteja 10 specii de animale. Situl a fost protejat și ca arie specială de conservare în decembrie 1999.

## Biodiversitate
Situată în ecoregiunea continentală, aria protejată conține 11 habitate naturale: Vegetație psamofilă uscată cu Calluna și Genista, Vegetație psamofilă uscată cu pășuni deschise de Corynephorus și Agrostis, Ape stătătoare oligotrofe până la mezotrofe, cu vegetație de Littorelletea uniflorae și/sau de Isoëto-Nanojuncetea, Cursuri de apă de la nivel de câmpie la nivel montan, cu vegetație Ranunculion fluitantis și Callitricho-Batrachion, Pajiști uscate europene, Pajiști calcaroase din nisipuri xerice, Mlaștini turboase de tranziție și turbării mișcătoare, Păduri de stejar sau de stejar și carpen sub-atlantice și medio-europene de Carpinion betuli, Păduri acidofile de stejar bătrân cu Quercus robur pe câmpii nisipoase, Mlaștini împădurite, Păduri aluvionare cu Alnus glutinosa și Fraxinus excelsior (Alno-Padion, Alnion incanae, Salicion albae).
La baza desemnării sitului se află mai multe specii protejate:
- păsări (4): fâsă-de-câmp (Anthus campestris), caprimulg (Caprimulgus europaeus), șoimul rândunelelor (Falco subbuteo), pupăză (Upupa epops)
- amfibieni (2): buhai de baltă cu burta roșie (Bombina bombina), triton cu creastă (Triturus cristatus)
- mamifere (4): liliac cârn (Barbastella barbastellus), lupul (Canis lupus), vidră de râu (Lutra lutra), liliac cu urechi mari (Myotis bechsteinii)

Pe lângă speciile protejate, pe teritoriul sitului au mai fost identificate 5 specii de amfibieni, 2 specii de reptile.